# Alla andra får varann

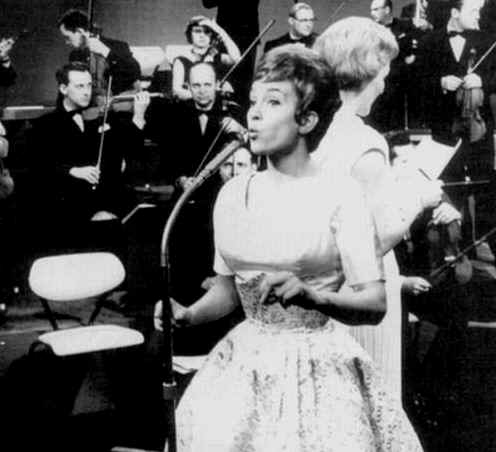
Siw Malmkvist, intérprete de la canción en el Festival de la Canción de Eurovisión, en 1961.

«Alla andra får varann» (en español: «Todos los demás se tienen el uno al otro») es una canción compuesta por Ulf Kjellqvist e interpretada en sueco, por separado, por Östen Warnerbring e Inger Berggren. Se lanzó como sencillo en 1960 mediante Decca Records y Knäppupp, respectivamente. Fue elegida para representar a Suecia en el Festival de la Canción de Eurovisión de 1960 tras ganar la final nacional sueca, Melodifestivalen 1960.

## Festival de la Canción de Eurovisión 1960

### Selección
«Alla andra får varann» calificó para representar a Suecia en el Festival de la Canción de Eurovisión 1960 tras ganar la final nacional sueca, Melodifestivalen 1960. Más tarde, la emisora sueca Sveriges Radio decidió que Siw Malmkvist interpretase la canción en el Festival de la Canción de Eurovisión 1960.

### En el festival
La canción participó en el festival celebrado en el Royal Festival Hall el 29 de marzo de 1960, siendo interpretada por la cantante sueca Siw Malmkvist. La orquesta fue dirigida por Thore Ehrling.
Fue interpretada en segundo lugar, siguiendo al Reino Unido con Bryan Johnson interpretando «Looking High, High, High» y precediendo a Luxemburgo con Camillo Felgen interpretando «So laang we's du do bast». Al final de las votaciones, la canción recibió 4 puntos, obteniendo el décimo puesto de 13 junto a Dinamarca.

## Versiones
- En 1960, la cantante sueca Mona Grain también grabó la canción.[8]